# تيري بول (لاعب كرة قدم)
تيري بول (بالإنجليزية: Terry Poole)‏ (16 ديسمبر 1949 في المملكة المتحدة - ) هو لاعب كرة قدم بريطاني في مركز حراسة المرمى. لعب مع بولتون واندررز وشيفيلد يونايتد ومانشستر يونايتد وهدرسفيلد تاون.

## وصلات خارجية
- تيري بول على موقع قاعدة بيانات كرة القدم.إي يو (الإنجليزية)